# Insa Meinen
Insa Meinen (* 1963) ist eine deutsche Historikerin. Als Wissenschaftlerin forschte sie zur Wehrmacht im Zweiten Weltkrieg, zum Holocaust in Belgien und über jüdische Flüchtlinge in Westeuropa.

## Arbeit
Nach einer Promotion in Oldenburg (2000) war Meinen an der Universität Konstanz (2001 bis 2008) tätig. Von 2012 bis 2013 arbeitete sie als Stipendiatin an der Freien Universität Brüssel (CIERL-ULB). An der Carl von Ossietzky Universität in Oldenburg (2009 bis 2017) forschte sie zur Geschichte Frankreichs und Belgiens, insbesondere während des Zweiten Weltkriegs, zur deutschen Besatzungspolitik, sowie zum Holocaust.
Meinen legte zunächst eine Studie über Wehrmacht und Prostitution im besetzten Frankreich während des Zweiten Weltkriegs vor. Ihr Buch „Die Shoah in Belgien“ wirft ein neues Licht auf die Beteiligung der deutschen Dienststellen an der Umsetzung des Holocaust in Belgien und die Reaktion der Juden. Meinen weist nach, dass ein großer Teil der Juden in Belgien nicht in Massenrazzien, sondern in Einzelaktionen der deutschen Besatzer festgenommen wurden. Das Buch fand in Belgien viel Beachtung, wurde aber auch kritisiert, weil Meinen den CEGES-Bericht La Belgique docile relativierte, der die Verantwortung der belgischen Behörden stark hervorhebt. In ihren gemeinsam mit Ahlrich Meyer verfassten Arbeiten über jüdische Flüchtlinge in Westeuropa beleuchtete Meinen zahlreiche Einzelschicksale von Juden, die nach 1933 beziehungsweise 1938 aus Deutschland und Österreich nach Belgien und zum Teil weiter nach Frankreich flohen. In jüngeren Veröffentlichungen wandte sie sich der wirtschaftlichen Lage der Juden und der „Arisierung“ in Belgien zu. Dabei war Meinen an zwei DFG-Projekten mit Bezug zu den Benelux-Staaten beteiligt:
- 2009–2013: Co-Leitung des DFG-Projekts Zwangsmigration und Holocaust. Jüdische Flüchtlinge in Westeuropa 1938-1944.[3]
- 2014–2020: Co-Leitung des DFG-Projekts Zwischen Arisierung und Deportation. Überlebensstrategien der jüdischen Bevölkerung im besetzten Belgien während des Zweiten Weltkriegs.[4]

## Auszeichnungen
Im Jahr 2011 erhielt sie den Alexander von Humboldt-Forschungspreis, den der belgische Fonds de la Recherche Scientifique (FRS-FNRS) in Zusammenarbeit mit der Humboldt-Stiftung alle zwei Jahre zur Würdigung des Gesamtwerkes eines deutschen Wissenschaftlers vergibt.

## Publikationen (Auswahl)

### Monographien
- Wehrmacht und Prostitution im besetzten Frankreich. Bremen: Edition Temmen, 2002. (Übersetzung ins Französische, Paris 2006.) ISBN 978-3-86108789-2
- Die Shoah in Belgien. Darmstadt: Wissenschaftliche Buchgesellschaft, 2009. (Übersetzung ins Niederländische, Antwerpen 2011. Übersetzung ins Französische, Brüssel 2012.) ISBN 978-3-534-22158-5
- Mit Ahlrich Meyer: Verfolgt von Land zu Land. Jüdische Flüchtlinge in Westeuropa 1938–1944. Paderborn: Ferdinand Schöningh, 2013. (Übersetzung ins Niederländische, Antwerpen 2014.) ISBN 978-3-506-77564-1

### Aufsätze
- Les autorités allemandes d’occupation et l’AJB, in: Jean-Philippe Schreiber und Rudi Van Doorslaer (Hrsg.), Les curateurs du ghetto: l'Association des Juifs en Belgique sous l'occupation nazie, Brüssel, Labor, 2004, S. 57–90.
- Transitland Belgien. Jüdische Flüchtlinge in Westeuropa während der Zeit der Deportationen 1942, in: Theresienstädter Studien und Dokumente, 2007, S. 378–431 (zusammen mit Ahlrich Meyer).
- Facing deportation. How Jews were arrested in Belgium, in: Yad Vashem Studies 36/1 (2008), S. 39–72.
- Die Deportation der Juden aus Belgien und das Devisenschutzkommando, in: Johannes Hürter und Jürgen Zarusky (Hrsg.), Besatzung, Kollaboration, Holocaust. Neue Studien zur Verfolgung und Ermordung der europäischen Juden, München 2008, S. 45–79.
- Why the Belgian Perspective Cannot Account for the Holocaust: A Response to Lieven Saerens’ Critique of My Book on the Shoah in Belgium, in: Journal of Belgian History, XLIII/4 (2013), S. 213–230.
- Les stratégies de subsistance des réfugiés juifs en Belgique occupée (1940–1944), in: Les Cahiers de la Mémoire Contemporaine 12 (2016), S. 119–190. (online)
- Jüdische Immigranten in der belgischen Ökonomie (1918 bis 1942). Teil 1, in: Sozial.Geschichte Online 22 (2018), S. 43–89 (zusammen mit Ahlrich Meyer). urn:nbn:de:hbz:464-20180418-081343-1
- Jüdische Immigranten in der belgischen Ökonomie (1918 bis 1942). Teil 2, in: Sozial.Geschichte Online 23 (2018), S. 11–59 (zusammen mit Ahlrich Meyer). urn:nbn:de:hbz:464-20180919-123432-2